# Bryan Davis
Bryan Davis (31 december 1986) is een Amerikaanse basketballer. Davis is 206 cm lang en speelt op de center-positie.

## Clubs
Davis genoot zijn collegeopleiding bij Texas A&M. Hierna vertrok hij naar Europa om daar te gaan spelen. Zijn eerste jaar was hij in dienst voor Czarni Slupsk uit Polen. Met dit team belandde Davis op de vierde plaats van de Poolse competitie. Gemiddeld had Davis 8,5 punten en 4,4 rebounds per wedstrijd. Op 19 juni 2011 werd gemeld dat Davis in het seizoen 2011-2012 uit zou gaan komen voor de GasTerra Flames in Nederland. Ruim voor de start van de competitie moest Davis alweer vertrekken, met als reden dat de technische leiding vond dat Davis niet goed in het beoogde spelconcept paste. Uiteindelijk speelde Davis vijf oefenwedstrijden voor de Flames. Hierna ging Davis in Oekraïne spelen voor Kryvbasbasket.